# پایگاه هوایی نورث رپس
پایگاه هوایی نورث رپس (به انگلیسی: Northrepps Aerodrome) یک فرودگاه خصوصی است که یک باند فرود چمن دارد و طول باند آن ۳۸۵ متر است. این فرودگاه در کشور انگلستان قرار دارد و در ارتفاع ۵۸ متری از سطح دریا واقع شده است.